# Frolovka (Tambov)
|  | Per a altres significats, vegeu «Frolovka». |

Frolovka (en rus: Фроловка) és un poble de l'óblast de Tambov, a Rússia, segons el cens del 2010 tenia 74 habitants.